# Adalar
Adalar é um distrito (em turco:  ilçeler) da província de Istambul e da região de Mármara da Turquia. Em 2009 a sua população era de 14 341 habitantes. O distrito é constituído por um conjunto de quatro ilhas grandes (Büyükada, Heybeliada, Burgazadası e Kınalıada) e cinco menores (Sedef Adası, Yassıada, Sivriada, Kaşık Adası e Tavşan Adası) do mar de Mármara que se encontram a pouco mais de 4 km ao largo da costa asiática de Istambul, em frente a Maltepe e a sul de Kadıköy.
As ilhas são também conhecidas como Prens Adaları (Ilhas dos Príncipes) e Kızıl Adalar (Ilhas Vermelhas).  O seu nome em grego clássico é Πριγκήπων νήσοι (romaniz.:  Prinkēpōn nēsoi) e em grego τα Πριγκηπόνησα (ta Prinkiponisa) ou Πριγκηπονήσια (Prinkiponisia).
O primeiro evento documentado nas ilhas ocorreu em 311 a.C. Na ocasião, Demétrio Poliórcetes, filho do diádoco Antígono Monoftalmo, lutou com Lisímaco e Cassandro para recapturar Dardanelos e Bósforo. Mais tarde, em 298 a.C., ele construiu uma fortaleza em Burgazadası a qual batizou de Panormo em memória de seu pai e nomeou a ilha como Antígono. Uma lápide com inscrições latinas, encontrada no Burgazadası, e o chamado "Tesouro de Büyükada", formado em moedas de ouro de Filipe II da Macedônia (r. 359–336 a.C.), que foi descoberto em 1930, são evidências destes eventos. Durante o período bizantino, as ilhas foram sede de 12 mosteiros bizantinos e um lugar de exílio, especialmente durante os séculos IX-X.